# Айни
А́йни (айн. アィヌ (Aynu) — айну, яп. アイヌ (Ainu) — айну) — тубільний етнос Півночі Хонсю, Хоккайдо, Курильских островів, більшої частини Сахаліну та півдня Камчатки. Самоназва — утарі (? (Utari)). Японські назви — едзо й еміші (蝦夷 (Ezo) й えみし (Emishi) — «варвари»). Найвідоміші під іменем айну («людина», «товариш»), яке поширили етнічні японці. У західних дослідженнях XIX століття називаються курильцями.
Точна кількість айнів невідома, оскільки неможливо провести підрахунок їхнього населення. Багато айнів приховують своє походження, боячись дискримінації.

## Походження
Походження айнів є одним з найсуперечливіших питань для істориків, етнологів і генетиків. На сьогодні науковці пропонують три теорії походження айнів.

### Європеоїдна теорія

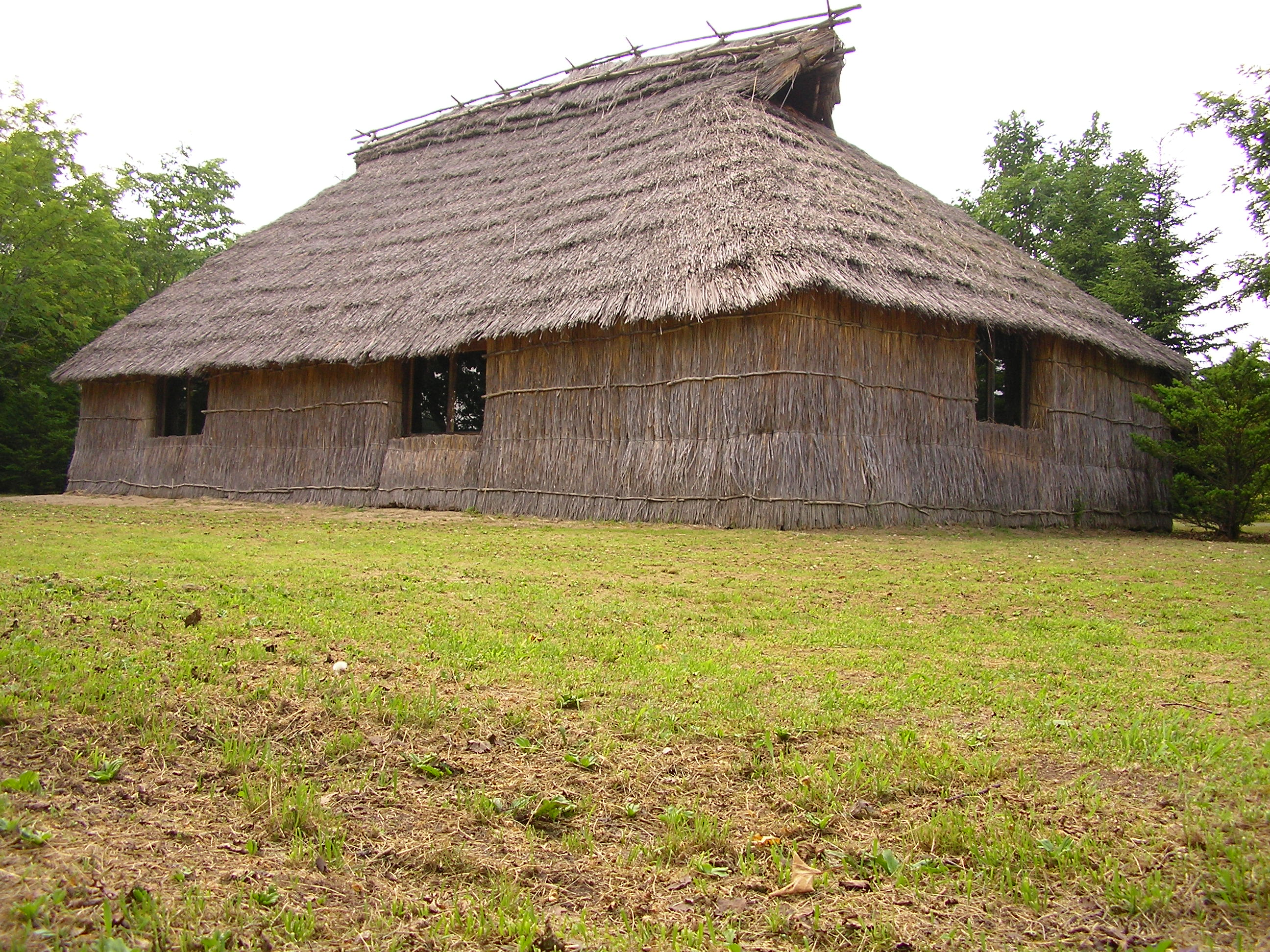
Реконструкція айнського житла в містечку Нібутані.

Найстаршою концепцією, яка тлумачить походження айнів, є так звана європеоїдна (кавказоїдна теорія). Її запропонували англійські науковці у середині XIX століття. Її доказова база засновувалась на результатах краніологічних та соматологічних аналізів «білих» та айнів, які вказували на подібність обох популяцій. Ця теорія була розвинута німецьким ученим, лікарем Е. фон Бельцом (1849—1913), який припускав, що айни — це частина так званої «альпійської білої раси», яка першопочатково проживала в Центральній Азії, але згодом розселилася в Європі та Японії. Найближчими кавказоїдами до айнів учений уважав мешканців Південної Росії і України. Причини занепаду айнів пояснювалися їхньою «дегенеративністю», яка була «природно притаманна» представникам не-арійської альпійської раси.
Дана теорія була панівною в наукових колах Японії і Заходу до середини XX століття. Нині вона недостатньо підтверджена результатами етнології та генетики. Її прибічники — це ряд фізичних антропологів Європи та США.

### Австралоїдна теорія
Цю теорію запропонували французькі вчені у XIX столітті й її розвинули російські вчені у XX столітті. Зокрема, для розробки цієї концепції доклали багато сил антропологи СРСР. Вона базується на результатах морфологічних аналізів. Згідно з цією теорією, айни — це представники австралоїдної раси, яка займала азійські терени в палеоліті, але була розколота вторгненням майбутніх монголоїдів на північну (айни) і південну (аборигени Австралії, Океанії, Меланезії) групи.

### Монголоїдна теорія
Монголоїдна концепція є найновішою. У 1960-х роках її запропонували японські вчені. Нині ця теорія є найаргументованішою і її підтримує більшість науковців світу. Результати порівняльних аналізів генетичних маркерів народів Східної та Південно-Східної Азії вказують, що айни близькі до південно-азійських монголоїдів. Згідно з цією концепцією, реконструкція генезу айнів наступна. У часи палеоліту частина представників протомонголоїдної (палеоазійської) популяції Південно-Східної Азії заселила Японські острови. Вони були відтиснені новомонголоїдною популяцією (яматосцями) північно-азійського походження на північ острова Хонсю та Хоккайдо. Там ці протомонголоїди стали айнами.
Головним суперечливим положенням усіх концепцій є те, чи можна визначати палеоазійців, нащадками яких є айни, як монголоїдів, австралоїдів чи кавказоїдів. Палеоазійська популяція мала риси всіх трьох великих рас, тому її можна з легкістю класифікувати до будь-якої з них. Оскільки питання айнів було завжди політизованим, учені Європи, США і Японії по-різному визначають їхнє походження.

## Історія

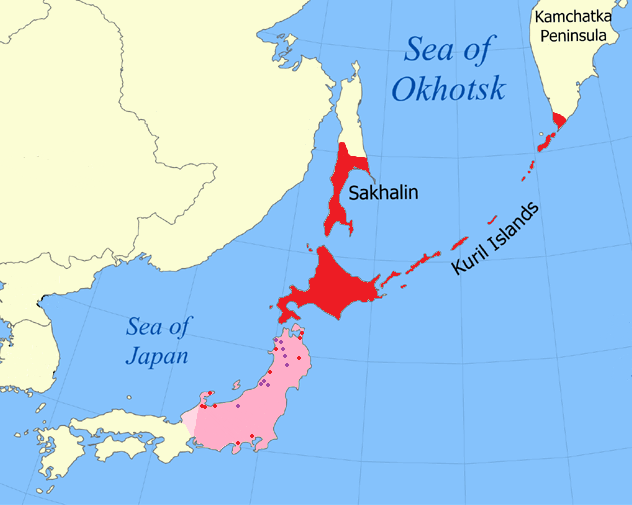
Історичний регіон розселення айнів

У період формування держави Ямато відбувалися постійні війни між яматосцями та айнами. Протистояння держави Ямато і айнів тривало майже півтори тисячі років. Тривалий час (починаючи з восьмого і майже до п'ятнадцятого століття) межа держави Ямато проходила в районі сучасного міста Сендай, і північна частина острова Хонсю була дуже погано освоєна тодішніми японцями. Тільки в середині XV століття невеликій групі самураїв на чолі з Такеда Нобухіро вдалося переправитися на Хоккайдо, який тоді називався Едзо, і заснувати на південному краю острова (на півострові Осима) перше японське поселення. Такеда Нобухіро вважається засновником клану Мацумае, який правив островом Хоккайдо до 1798 року, коли управління перейшло в руки центрального уряду. Під час колонізації острова самураям клану Мацумае постійно доводилося стикатися із опором з боку айнів.
З найзначніших виступів слід зазначити: боротьбу айнів під проводом Косямаіна (1457), виступи айнів в 1512—1515 роках, в 1525 р, під проводом вождя Танасягасі (1529), Таріконни (1536), Меннаукеі (Хенауке) (1643), і під проводом Сягусяіна (1669), а також безліч дрібніших виступів. Найзначущим з усіх виступів було повстання Сусяіна (1669—1672). Слід однак відзначити, що ці виступи, по суті, не були виключно боротьбою «айнів проти японців», адже серед повстанців було чимало японців. Це була боротьба жителів острова Едзо за незалежність від центрального уряду, та за контроль над вигідними торговими шляхами (через острів Едзо проходив торговий шлях до Маньчжурії).

## Айни в сучасній Японії

Відсоток населення айнів в округах Хоккайдо

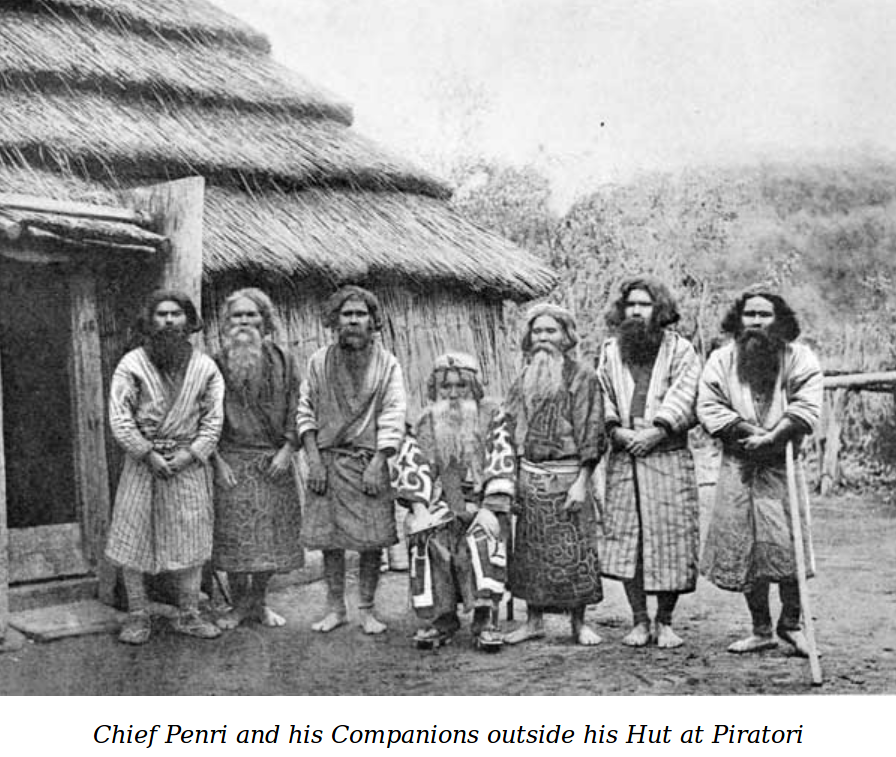
Історичне зображення представників айнів.

На сьогоднішній день в Японії проживає близько 25 000 айнів (200 000 за неофіційними даними). 6 червня 2008 японський парламент визнав айнів самостійною національною меншиною, однак це ніяк не змінило ситуації і не призвело до зростання самосвідомості, адже майже всі айни повністю асимільовані і нічим практично не відрізняються від японців, вони знають про свою культуру часто набагато менше японських антропологів і не прагнуть її підтримувати, що пояснюється тривалою дискримінацією айнів. При цьому сама айнська культура стала лиш туристичною пам'яткою. Японці й самі айни культивують екзотику на потребу туристам. Найяскравіший приклад — бренд «айни і ведмеді»: на Хоккайдо майже в кожній сувенірній крамниці можна зустріти маленькі фігурки ведмежат, вирізані з дерева. Всупереч розповсюдженій думці, у айнів існувало табу на вирізання статуеток ведмедя, а вищезазначене ремесло було, за свідченням Еміко Онук-Тірні, привезено японцями зі Швейцарії в 1920-ті роки і тільки потім впроваджено серед айнів.

## Айни в сучасній Росії
У радянські часи айни вважалися зниклою етнічною групою Росії. Однак, декілька сотень нащадків айнів проживає на Камчатці, Північних Курильських островах та Сахаліні. Частина з них ідентифікує себе як японців. Під час перепису 2010 року близько 100 осіб на Камчатці намагалися записатися як айни, однак були переписані камчадалами.

## Рекомендована література
- Japan Times, "Ainu Plan Group for Upper House Run", October 31, 2011
- Hudson, Mark J (1999a). Ainu Ethnogenesis and the Northern Fujiwara. Arctic Anthropology. 36 (1/2): 73—83. JSTOR 40316506.
- Hudson, Mark J. (1999b). Ruins of identity: ethnogenesis in the Japanese Islands. University of Hawai'i Press. ISBN 9780824864194.
- Kim, Loretta E. (2019), Ethnic Chrysalis, Harvard University Asia Center
- King, V. (2012). The Ainu of Japan: A critical ethnography. Routledge.
- Levin, Mark A. (2001). Essential Commodities and Racial Justice: Using Constitutional Protection of Japan's Indigenous Ainu People to Inform Understandings of the United States and Japan. New York University Journal of International Law and Politics. 33: 419, 447. SSRN 1635451.
- Nakamura, Kazuyuki (2010). Kita kara no mōko shūrai wo meguru shōmondai 「北からの蒙古襲来」をめぐる諸問題 [Several questions around "the Mongol attack from the north"]. У Kikuchi, Toshihiko (ред.). Hokutō Ajia no rekishi to bunka 北東アジアの歴史と文化 [A history and cultures of Northeast Asia] (яп.). Hokkaido University Press. ISBN 9784832967342.
- Nakamura, Kazuyuki (2012). Gen-Mindai no shiryō kara mieru Ainu to Ainu bunka 元・明代の史料にみえるアイヌとアイヌ文化 [The Ainu and Ainu culture from historical records of the Yuan and Ming]. У Katō, Hirofumi; Suzuki, Kenji (ред.). Atarashii Ainu shi no kōchiku : senshi hen, kodai hen, chūsei hen 新しいアイヌ史の構築 : 先史編・古代編・中世編 (яп.). Hokkaido University. с. 138—145.
- Nakayama, Taisho (2015), Japanese Society on Karafuto, Voices from the Shifting Russo-Japanese Border: Karafuto / Sakhalin, Routledge, ISBN 978-1-315-75268-6 — через Google Books
- Narangoa, Li (2014), Historical Atlas of Northeast Asia, 1590–2010: Korea, Manchuria, Mongolia, Eastern Siberia, New York: Columbia University Press, ISBN 9780231160704
- Schlesinger, Jonathan (2017), A World Trimmed with Fur: Wild Things, Pristine Places, and the Natural Fringes of Qing Rule, Stanford University Press, ISBN 9781503600683
- Siddle, R. (2012). The Ainu of Hokkaido: A case study of cultural endurance.
- Smith, Norman, ред. (2017), Empire and Environment in the Making of Manchuria, University of British Columbia Press, ISBN 9780774832908
- Sasaki, Shiro (1999), Trading Brokers and Partners with China, Russia, and Japan, In W. W. Fitzhugh and C. O. Dubreuil (eds.) Ainu: Spirit of a Northern People, Arctic Study Center, National Museum of Natural History, Smithsonian Institution, Washington D.C.
- Smith, M. (2014) Language endangerment, language planning, and the Ainu language: A sociolinguistic analysis, Edinburgh University Press: Edinburgh.
- Stephan, John (1971). Sakhalin: a history. Oxford: Clarendon Press. ISBN 9780198215509.
- Tanaka, Sakurako (Sherry) (2000). The Ainu of Tsugaru : the indigenous history and shamanism of northern Japan (Дипломна робота)  (англ.). The University of British Columbia. doi:10.14288/1.0076926.
- Trekhsviatskyi, Anatolii (2007). At the far edge of the Chinese Oikoumene: Mutual relations of the indigenous population of Sakhalin with the Yuan and Ming dynasties. Journal of Asian History. 41 (2): 131—155. ISSN 0021-910X. JSTOR 41933457.
- Walker, Brett L. (2006). The Conquest of Ainu Lands: Ecology and Culture in Japanese Expansion, 1590–1800. Berkeley, Calif.: University of California Press. ISBN 0-520-24834-1.
- Zgusta, Richard (2015). The peoples of Northeast Asia through time : precolonial ethnic and cultural processes along the coast between Hokkaido and the Bering Strait. Leiden, The Netherlands: Brill. ISBN 9789004300439. OCLC 912504787.